# Twin Lakes (Oklahoma)
Pour les articles homonymes, voir Twin Lakes.
Twin Lakes est une census-designated place du comté de Logan, dans l'État d'Oklahoma, aux États-Unis. En 2020, elle compte une population de 178 habitants.